# Канонерські човни типу «Баско»
Кораблі типу «Баско» — три невеликих колоніальних канонерських човни військово-морського флоту Іспанії.

## Побудова та технічні характеристики
Три канонерки типу «Баско» (Basco, Urdaneta, Gardoqui) були побудовані на Філіппінах (арсенал військово-морської бази Кавіте). Кораблі були закладені у січні 1882 року. Стали до ладу в квітні 1883 року.
Канонерські човни мали металевий корпус, водотоннажність становила 42 тонни, довжина — 20,6 метра, ширина — 3,61 м, осадка — 1,6 м. Парові машини канонерок, виготовлені у Гонконзі, були подвійного розширення з потужністю 44 кінських сили. Максимальна швидкість до 9 вузлів. Запас вугілля становив 5 тонн. Озброєння складалося з 70-мм нарізної гармати системи Онторіо зразка 1883 року та 25-мм кулемету Норденфельта. Екіпаж налічував 20 осіб.

## Історія служби кораблів

### У складі іспанського флоту
Брали участь у операціях сил колоніальної адміністрації, спрямованих проти місцевих султанатів на острові Мінданао та султанату Сулу. Зокрема забезпечували блокування з моря укріплень місцевих держав, здійснювали артилерійську підтримку наземних сил.
Залучалися до боротьби з піратством.

### У складі військово-морських сил США.
Канонерські човни були захоплені США як трофеї Іспансько-американської війни 1898 року. Були включені до складу ВМС США під тими ж іменами.
Застосовувались проти філіппінських повстанців. На той час з канонерських човнів зняли оригінальне озброєння, яке замінили одною однофунтовою гарматою, на Gardoqui встановили дві, а Urdaneta - мала ще 37 міліметрову гармату та кулемет Кольта.
Urdaneta налетіла на мілину 17 вересня 1899 року на річці Орані поблизу Маніли, але пізніше була відбита і продовжила використовуватись ВМС США. Після завершення бойових дій певний час використовувались як буксири, останній корабель з трьох був проданий 1916 року.